# Ó bụng trắng
Accipiter haplochrous là một loài chim trong họ Accipitridae.